# Takajama
Takajama (高山市; Hepburn: Takayama-shi) város Japán Gifu prefektúrájában. 2011 júliusi adatok alapján a város becsült lakossága 92 369 fő, népsűrűsége 42 fő/km². A város területe körülbelül 2177 négyzetkilométer. Takajama történelmét egészen a Dzsómon-korig lehet visszavezetni.
Takajama talán asztalosairól a legismertebb, akik közül számos ács részt vett kiotói és narai paloták és templomok építésében. A város mai formája és kultúrája a 16. században alakult ki, miután a Kanamori klán megépítette a takajamai várat. A Tokugava-sógunátus alatt hegyi fekvése és a többi japán településtől való izoláltsága miatt Takajama kifejlesztette a saját kultúráját.

## Jelentősége

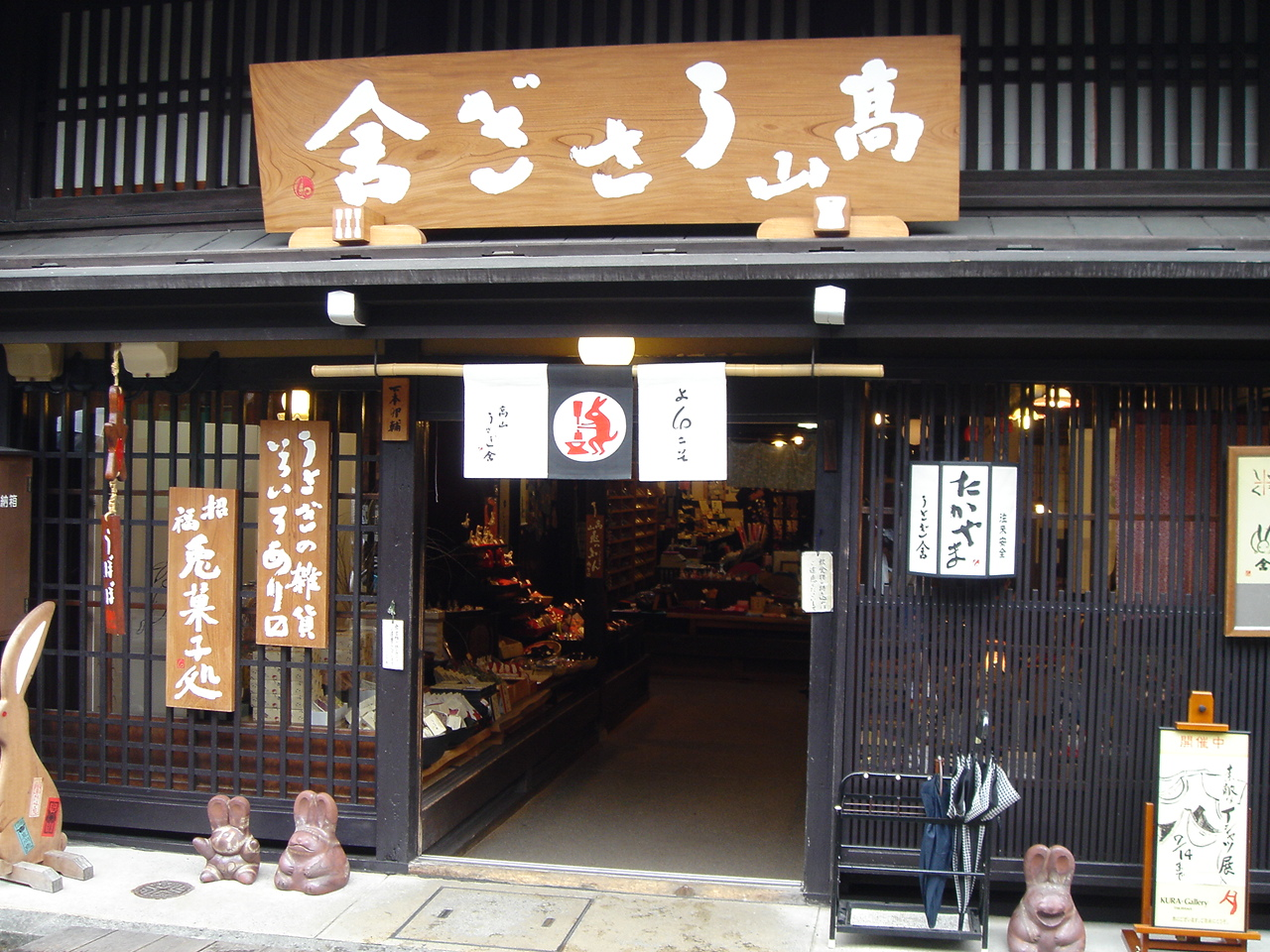
Kézműves boltok Takajamában

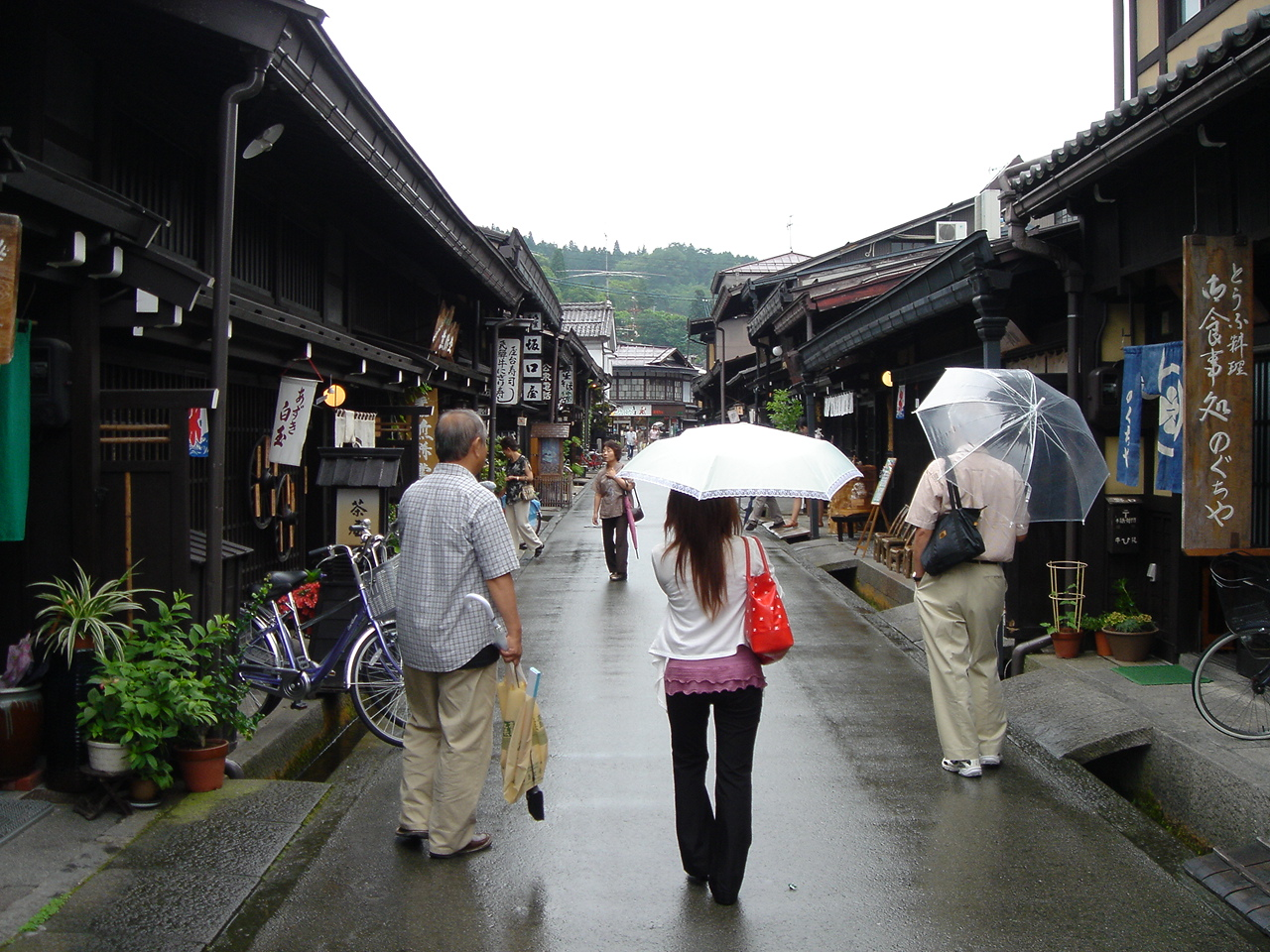
Tradicionális bevásárló utca Takajamában

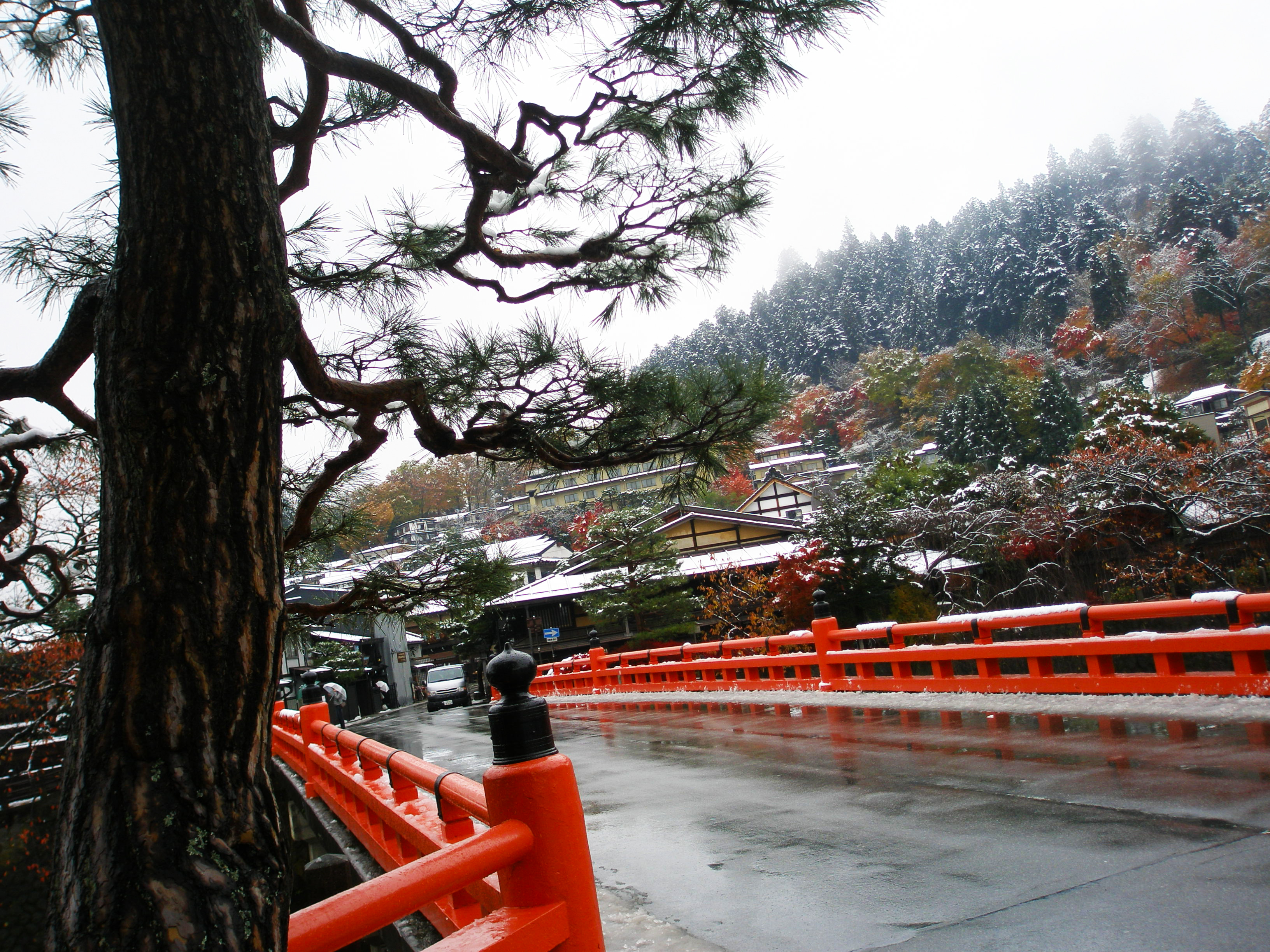
Nakabasi korai hóesés

A város hivatalosan 1936. november 1-én alakult meg, mikor Takajama és Onada város egyesült.
2005. február elsején további városok és falvak csatlakoztak: Kuguno város, olyan falvak, mint Aszahi, Kijomi, Mija, Njúkava, Sókava és Takane (mindegyik Óno kerületből), Kokufu város, Kamitakara falu (mindegyik Josiki kerületből), így lett Takajama a legnagyobb város ezen a területen Japánban.
A város ismertebb nevén Hida Takajama(飛騨高山), mely a Hida tartományra utal, ezzel segít megkülönböztetni a város más Takajama elnevezésű helyektől. A Takajama szó szerinti jelentése 'Magas Hegy'.

## Éghajlata
Takajama a Japán Alpok szívében alakult, ahol az éghajlat nedves kontinentális (Koppen Dfa/Dfb) néhány jellemzőjével a nedves szubtrópusi éghajlatnak. Ez azt jelenti, hogy négy évszak váltakozik, a tél és a nyár különösen szélsőséges, ez az Észak-Japánban található Hokkaidóhoz hasonlatos. Takajamában ahhoz az éghajlati zónához (gószecu-csitai, 豪雪地帯) tartozik, ahol télen sok a csapadék, szinte mindennap hull a hó a téli szezonban. Takajamában, ahogy sok más városban is, befolyásoló tényező a Japán-tenger, mely nagymértékű és veszélyes havazást generál.

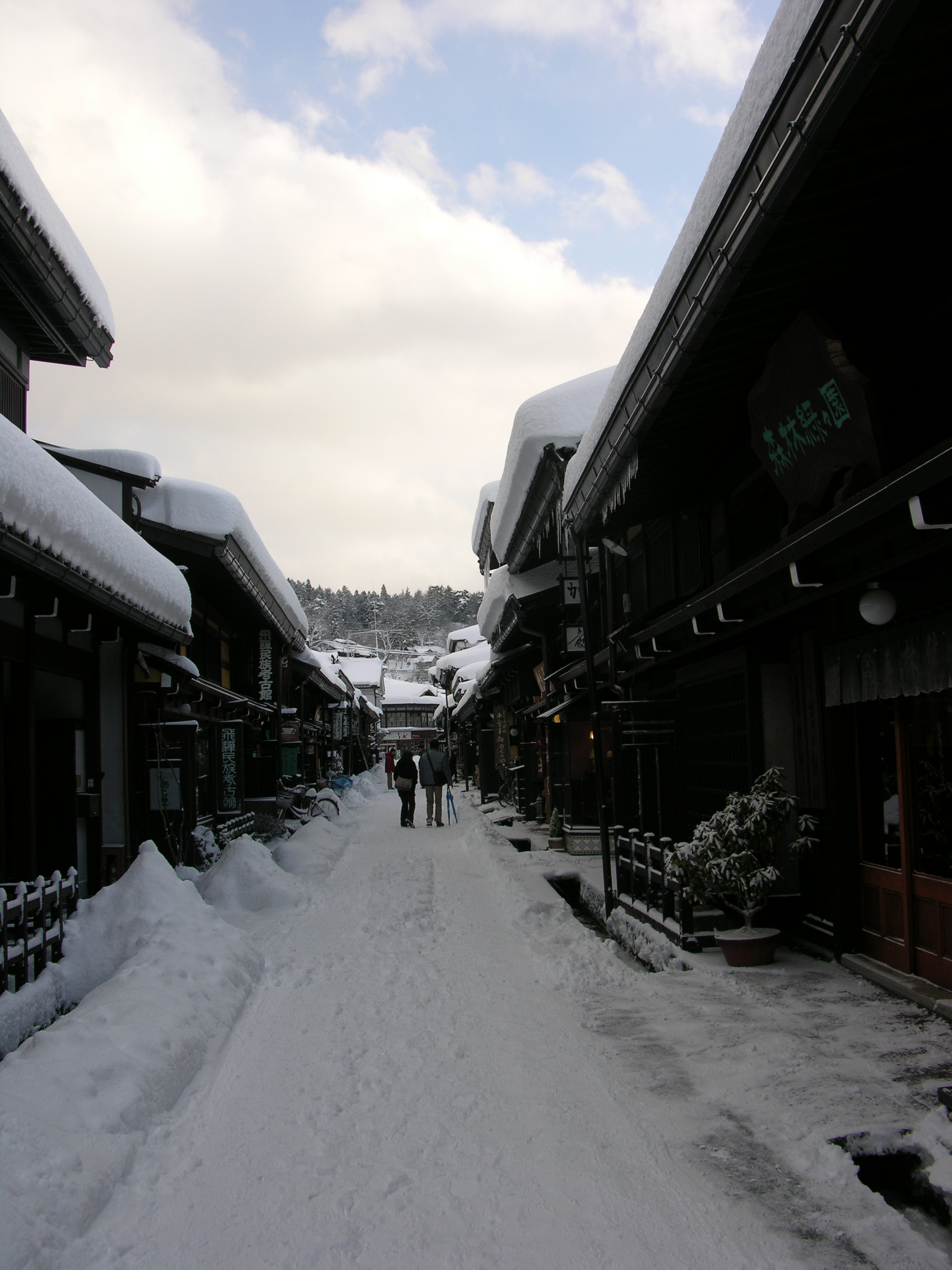
Tradicionális utca a téli időszakban

A tavasz rövid életű, általában száraz, enyhe hőmérséklet és sok napsütés. A cseresznyevirágzás (szakura, 桜) április közepétől a végéig is jellemző lehet Takajamában (ekkor érkezik), körülbelül három héttel azután érkezik, ahogyan Nagojába.
A nyár kezdete május vége és június eleje, ez mondható az esős évszaknak, mely általában párás és csapadékos (cuju, 梅雨), talán ez az időszak a legcsapadékosabb az évben. A hőmérséklet viszont egészen magas, általában magasabb, mint 30 °C (86 °F) vagy akár magasabb, mint 35 °C (95 °F), ami erőteljes napsütéssel is párosul.
Az ősz október közepén érkezik, rövid, hűvös és keveset süt a nap. Az őszi lombok (kójó, 紅葉）október végétől november első hetéig láthatóak.
A tél december közepében érkezik, hosszú, hideg és jeges magas hóesési arányokkal, az éves havazási arány 5,11 m a város külső részein jellemzőek a hódombocskák kialakulásai. Az első hóesés körülbelül november végére várható, míg az utolsó április elejére tehető. A hőmérséklet átlagosan kevesebb lehet, mint -15 °C és olykor még a déli napsütésben sem kerül fagypont fölé.

## Népesség
| Lakosok száma | 92 747 | 89 182 | 85 199 |
|               | 2010   | 2015   | 2020   |

## Földrajza

### Szomszédos önkormányzatok
- Nagano prefektúra: Ómacsi, Macumoto, Kiszo (Kiszo kerület)
- Gifu prefektúra: Gero, Gudzso, Sirakava (Óno kerület), Hida
- Tojama prefektúra: Tojama
- Isikava prefektúra: Hakuszan
- Fukui prefektúra: Ono

## Testvérvárosok

### Japánon belül
- Macumoto, Nagano prefektúra (1971. november 1.)
- Hiracuka, Kanagava prefektúra (1982. október 22.)
- Ecsizen, Fukui prefektúra (1982. október 22.)
- Kaminojama, Jamagata prefektúra (1988. október 13.)

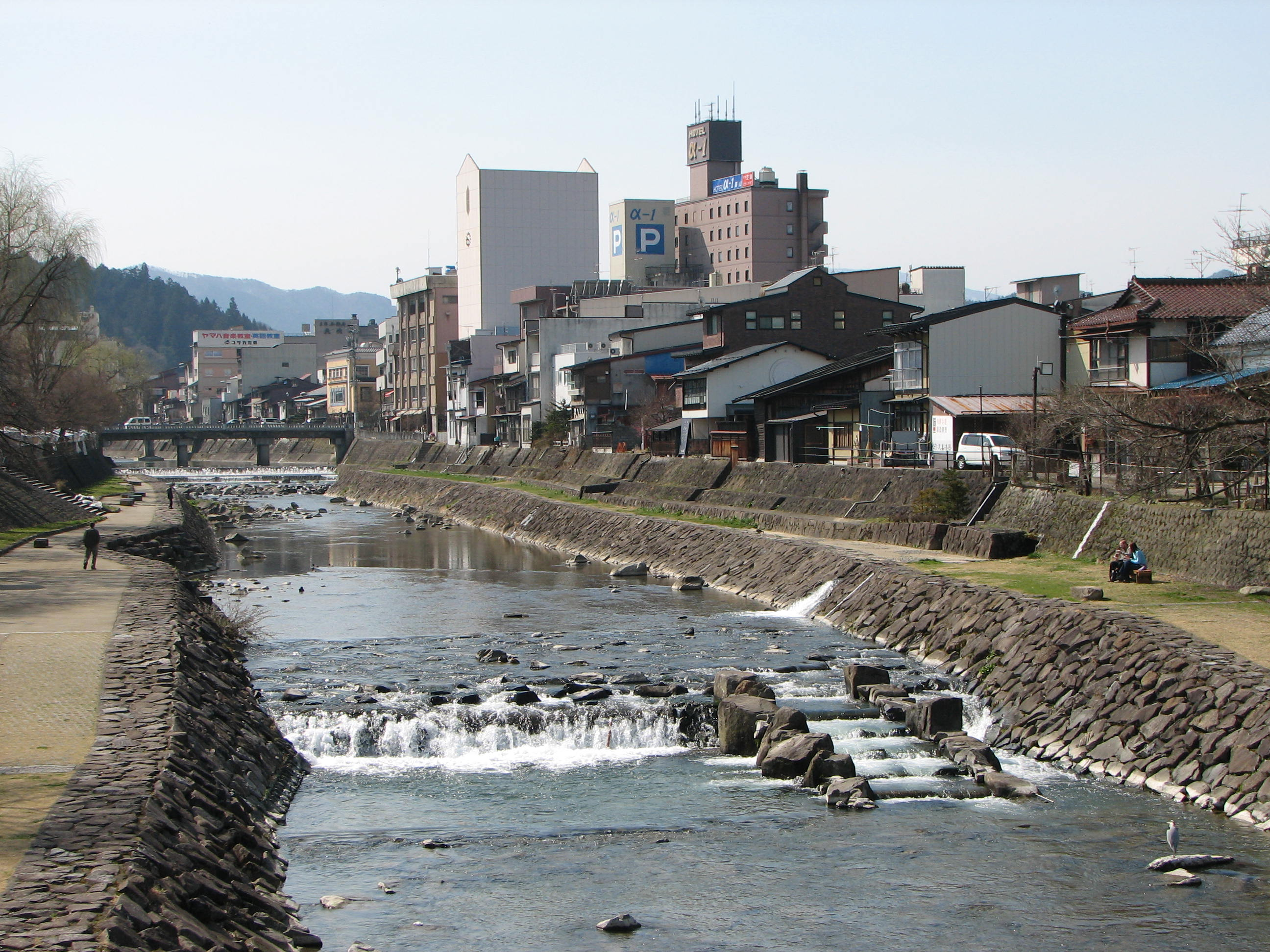
Mijagava folyó

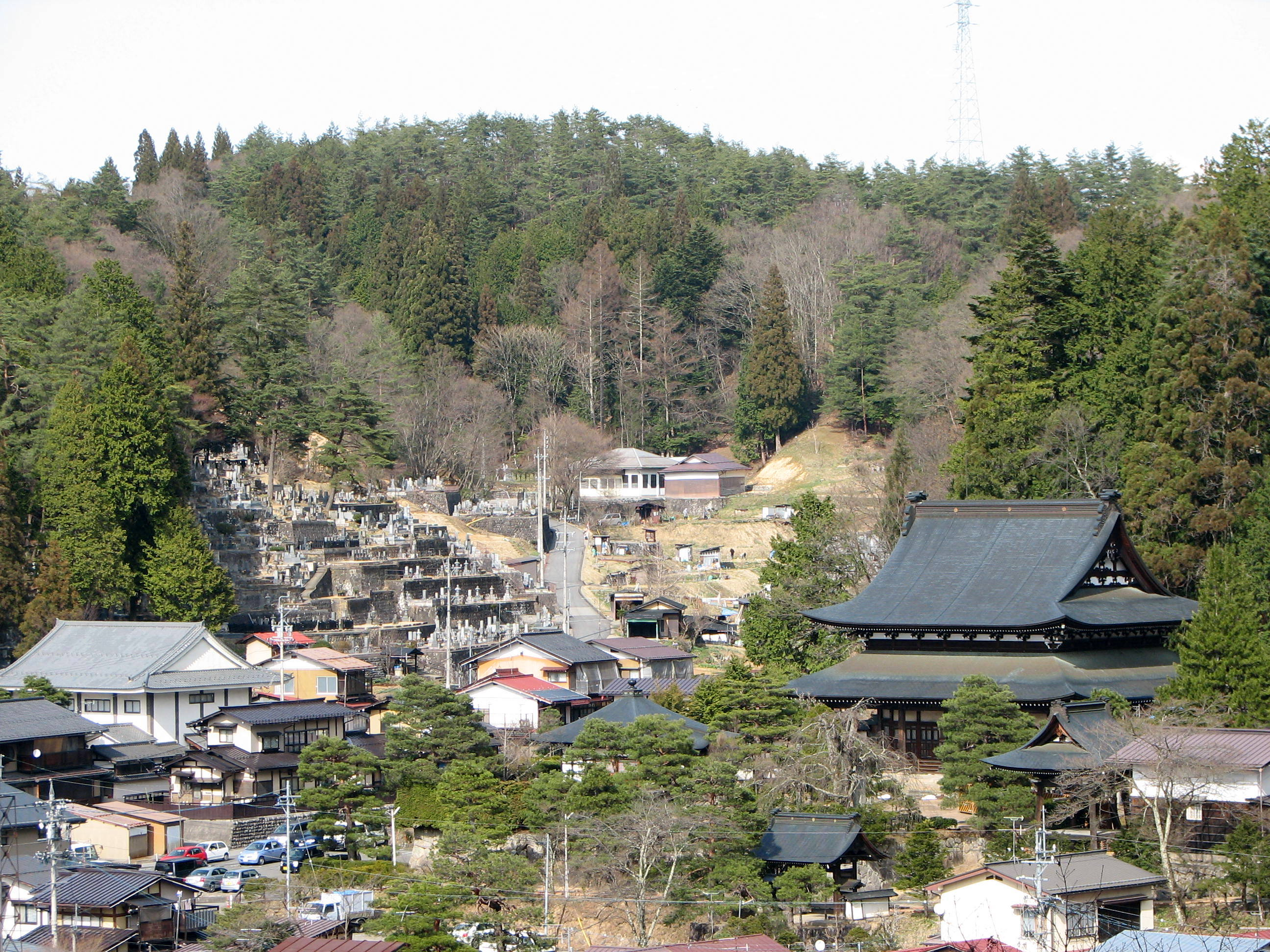
Higasijama templom

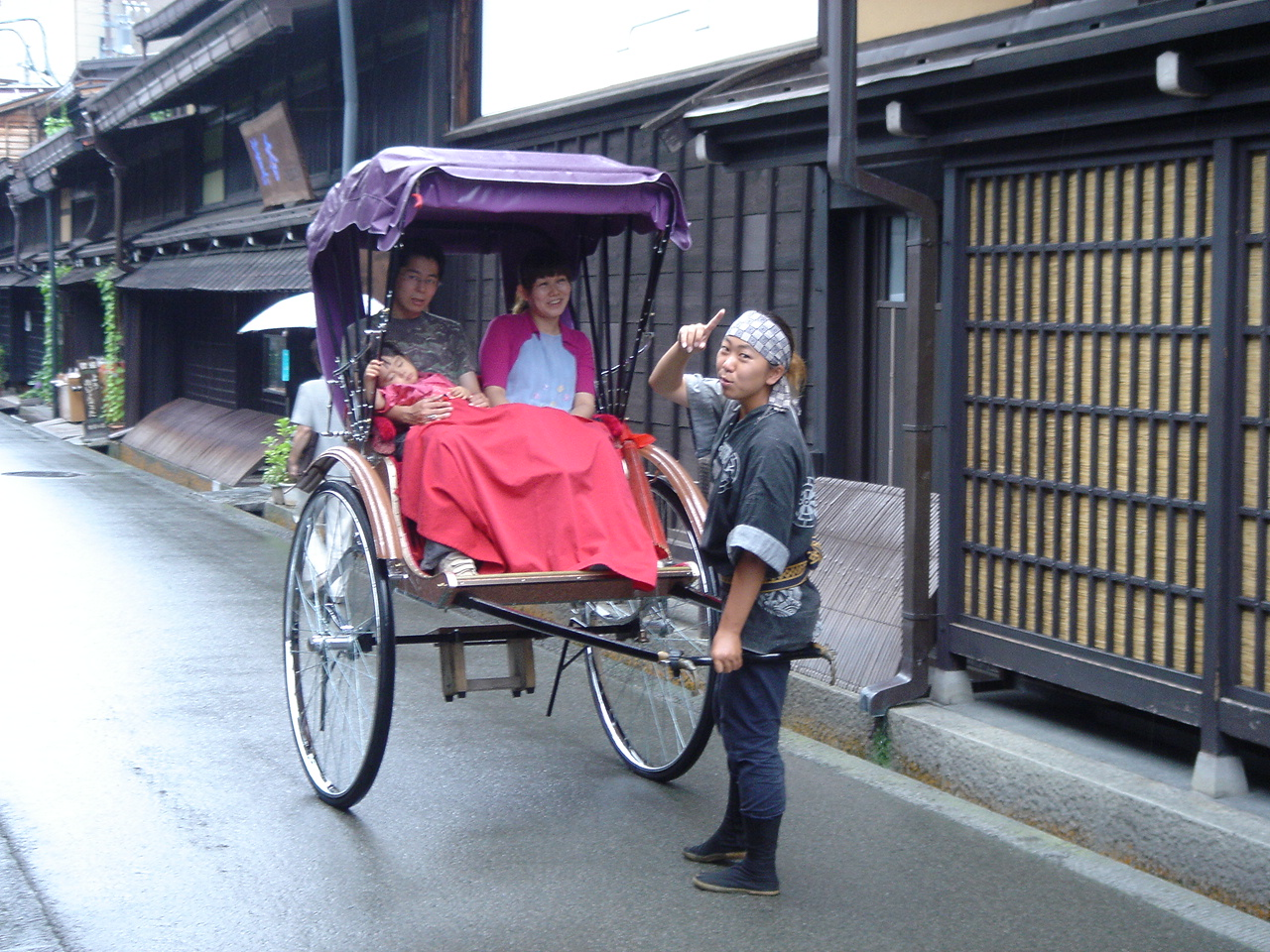
Riksa Takajamában

### Tengerentúl
- Denver, Egyesült Államok (1960. június 27.)
- Licsiang, Jünnan, Kína (2002. március 21.)
- Nagyszeben, Románia, (2012. szeptember 4.)

## Látnivalók

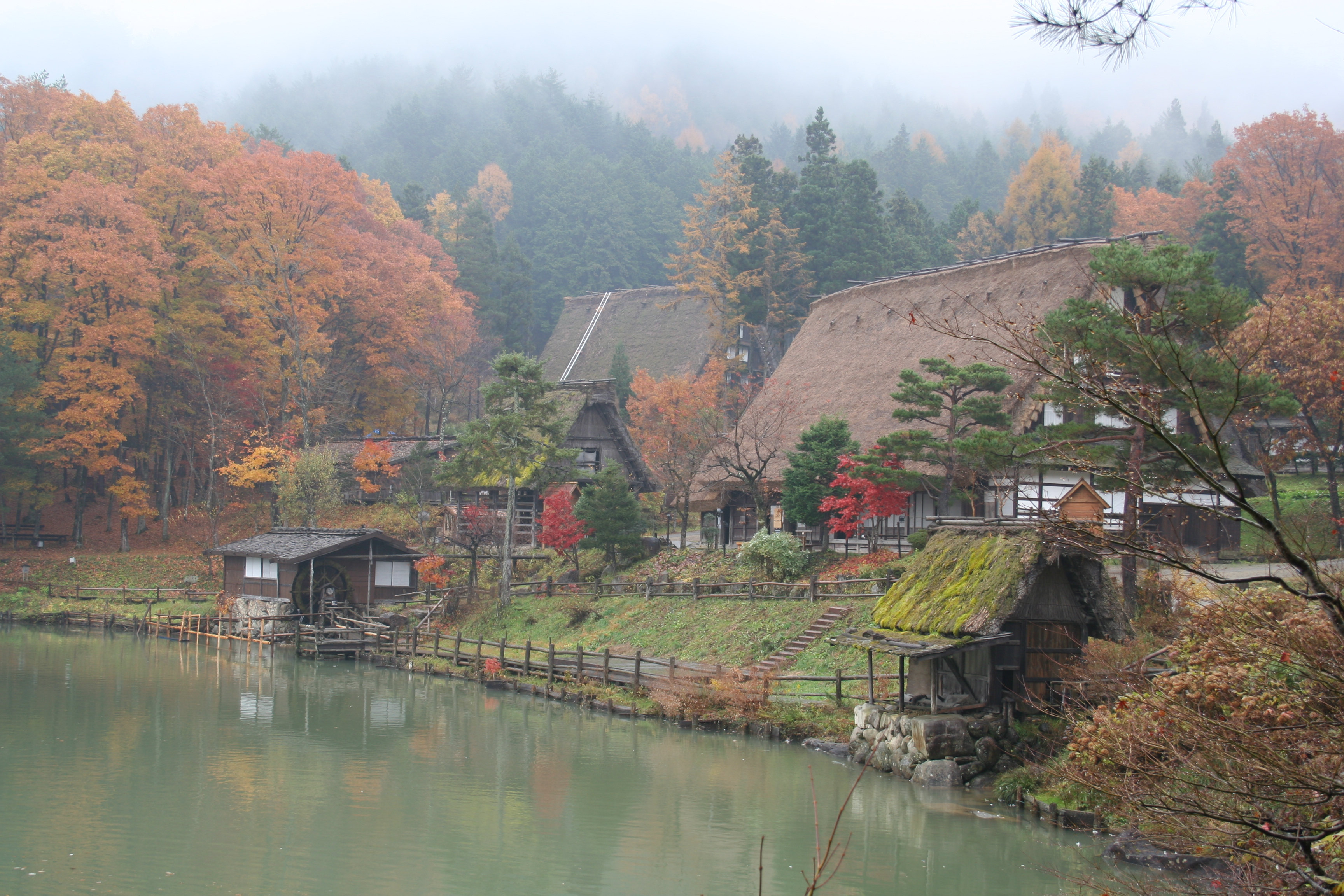
Sida-no-ato népfalu ősszel

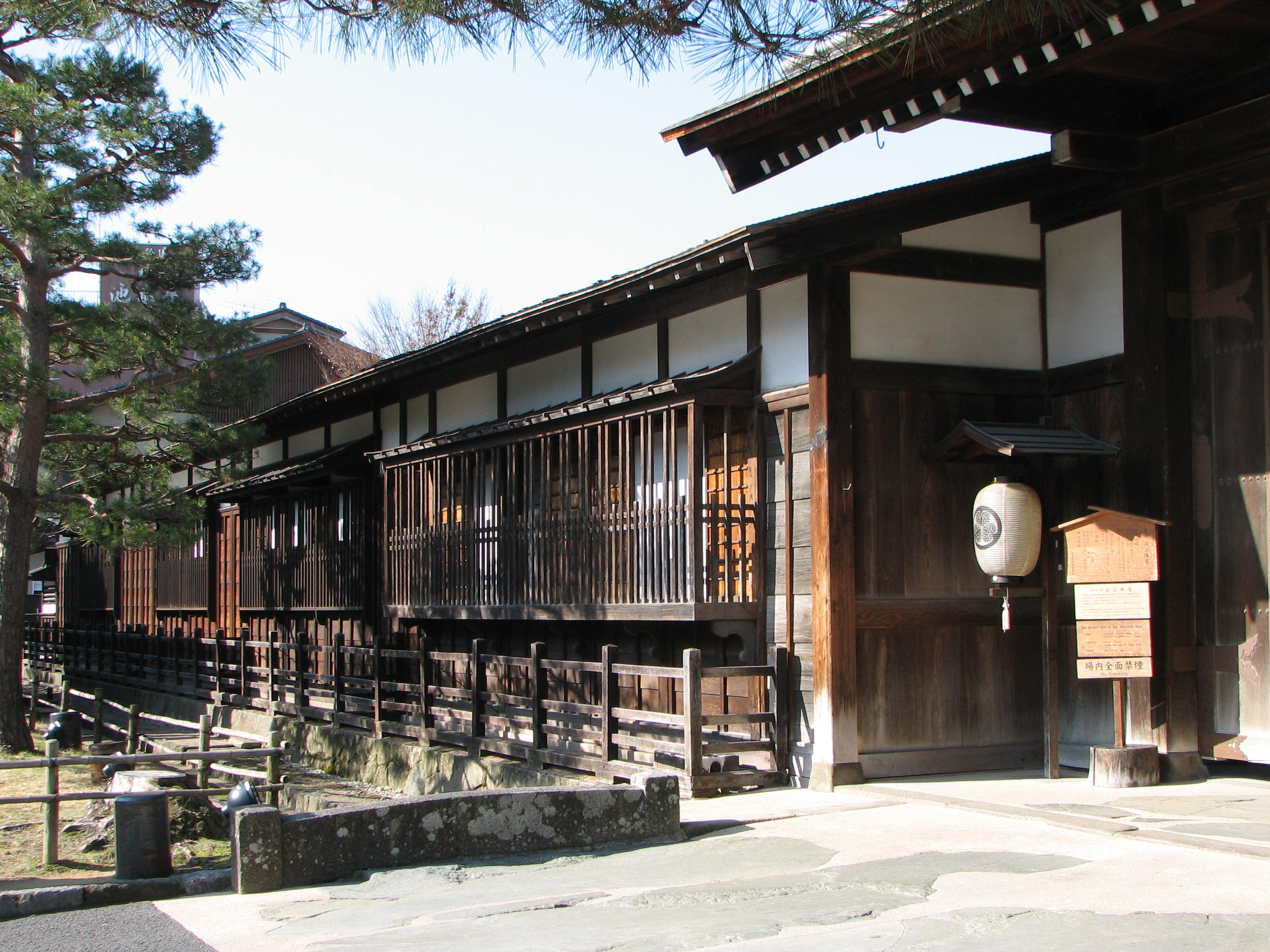
Takajama dzsinja

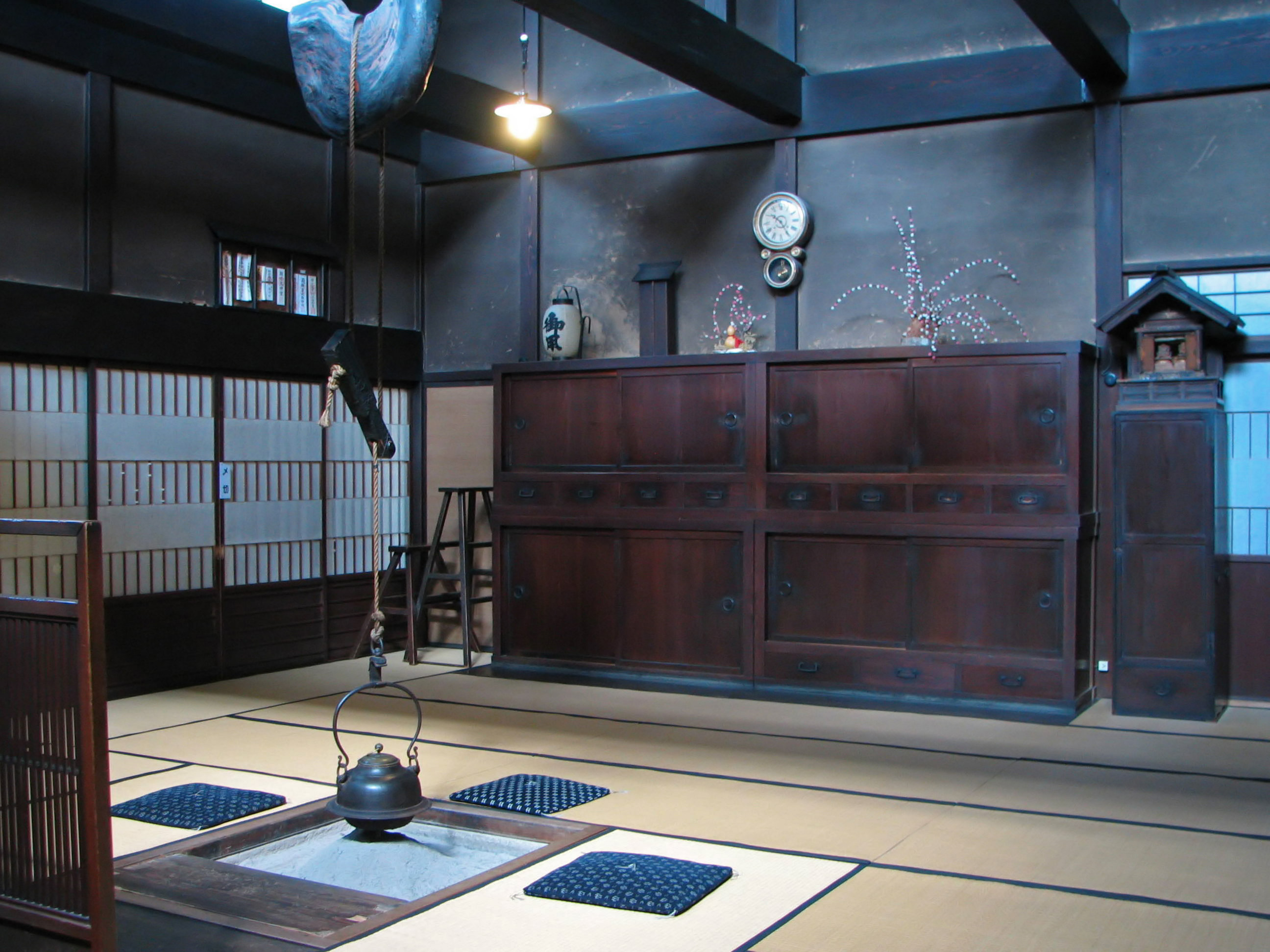
Kuszakabe Ház

- Norikura hegy 3026 méter magas kialudt vulkán Takajamától keletre. Buszjárat vezet a közelébe.
- Sin-Hotaka drótkötélpálya és Okuhida Spa Központ. Ez egy 3200 méter magas kötélpálya, melyről nagyszerű a kilátás az északi havasokra.
- Régi magánházak. Nagyon sokféle változata van a régi lakóházaknak Takajamában, melyeknek kulturális értékük van.[3]
- Takajamában van egy reggeli piac, mely a folyó mellett található.
- A Hida Minzoku Mura népfalu is a közelében van.
- Takajama az otthona a három legnagyobb sintó fesztiválnak Japánban. A Takajama Fesztivál mellett még két jellegzetes fesztivál van. A Jatai Kaikan (Takayama Festival Float Exhibition Hall) által megtalálhatjuk a fesztiválokat. Közel van a Szakurajama Nikkó Kanhoz, egy kiállítás 1/10-es másolatai Nikkó híres szentélyéből.
- Takajama-si Kjodo-kan egy történelmi múzeum kézműves és hagyományos elemekkel.
- Takajama Dzsinja történelmi kormányház, ahol visszaállították a korai stílust és most már nyitott a turisták előtt.
- Kuszakabe Néprajzi Múzeum egy központi múzeum a régi kereskedők otthonában.
- Hida-Kokubundzsii templom a legrégebbi szerkezet Takajamában. Ez egy háromemeletes pagoda, ginkgo fából készült, mely már több mint 1200 éves.
- Ankokudzsi templom és raktár szintén egy ősi szerkezetű hely, elismert nemzeti kincs.
- Hida Takajama Kur Alp (Hida Takayama Spa Land) egy hatalmas közfürdő és spa.
- A Macukura-kastély romjai is a városban találhatók.

## Kultúra

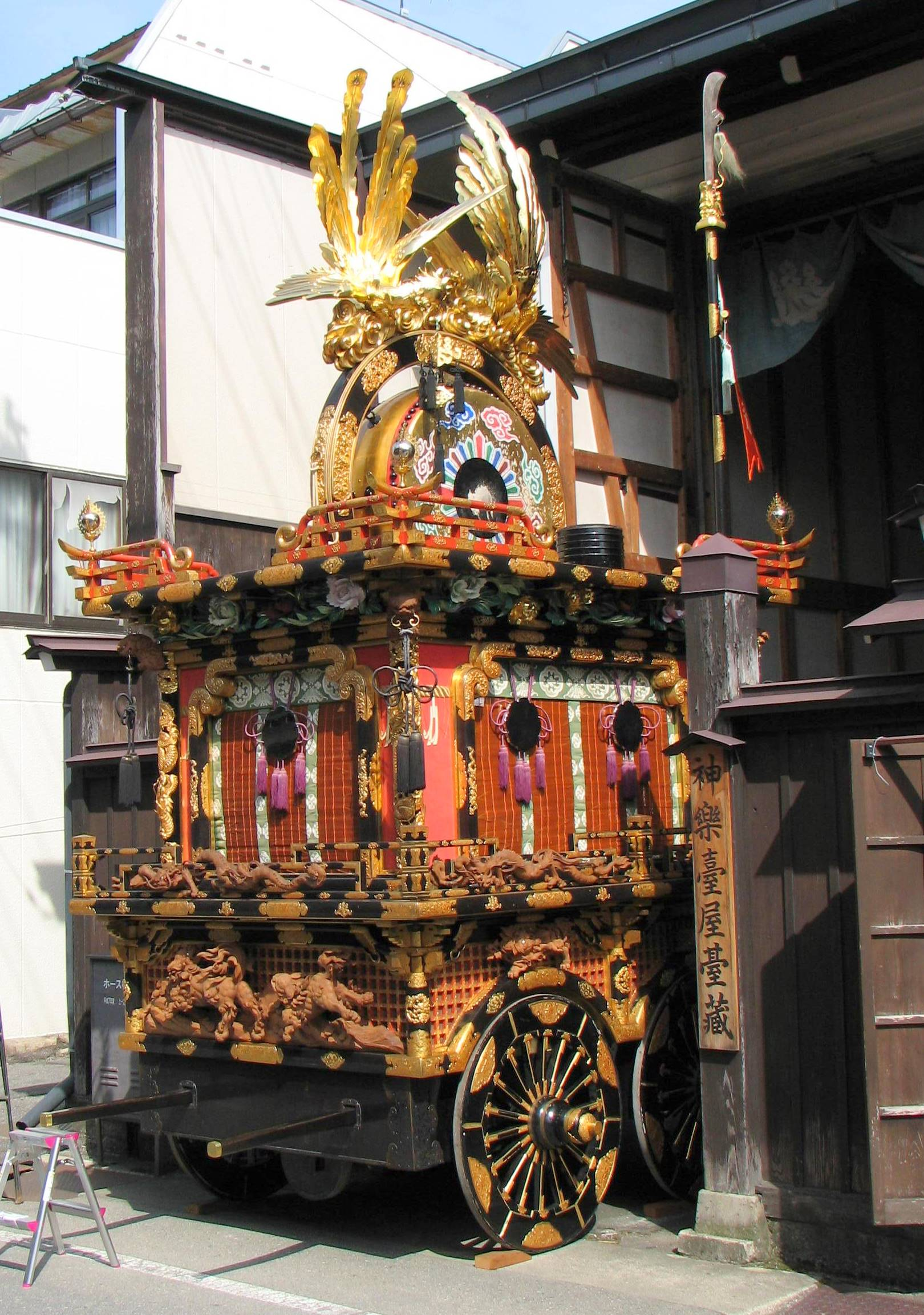
Takajama macuri-uszály

- Takajama ismert a helyi ételkülönlegességekről, beleértve a szanszait (hegyi zöldségek) és vaszakanát (folyami halak), valamint a marhahús, a szoba, a ramen, és természetesen a szake.
- Emellett vannak műhelyek, Takajama jól ismert a lakkozott és kerámia bútorairól.
- A hegyi város egyik kis varázslata egy amulett, a "szarubobo", melyet hagyományosan a nagymama ad unokájának, vagy az anya a lányának, ezeket a babákat szuvenírként is árulják. A város és a Hida terület szintén műhelyeiről vált ismertté, az itteni ácsok nevezik így: Hida no takumi.

A városról keletre tehetünk egy sétáló túrát, ez a Higasijama Sétáló Túra (東山歩行道 Higashiyama-hokōdō), mely rengeteg szentélyt és templomot érint Sirojama Park (城山公園 Shiroyama-kōen). Takajama ezen felül még két fesztivált tart évente, a Szannó Macurit (山王祭り) tavasszal és a Hacsiman Macurit (八幡祭り) ősszel. Ezek a fesztiválok a legnépszerűbbek Japánban.

## Közlekedés

### Vasút
- Central Japan Railway Company
  - Takajama-fővonal: Nagisza, Kuguno, Hida-Icsinomija, Takajama, Hozue, Hida-Kokufu